# Rémiz de Chine
Remiz consobrinus
Espèce
Répartition géographique
Statut de conservation UICN

 LC  : Préoccupation mineure
Le Rémiz de Chine (Remiz consobrinus) est une espèce d'oiseaux de la famille des Rémizidés, originaire de Manchourie.

## Description
Le Rémiz de Chine est un petit oiseau qui mesure 10 cm de long pour un poids d’environ 10 g. Son bec est fin et pointu.
Mâle : couronne et nuque grisâtres. Masque noir du front bordé de blanc. Manteau, demi-col et couvertures alaires châtains contrastent avec les ailes foncées et la queue noire en vol. Les parties inférieures blanchâtres sont marquées de chamois.
Femelle : masque marron. Parties supérieures plus brunes manquant de marron.

## Habitat et comportement
Le Rémiz de Chine se rencontre en Asie, notamment dans les roselières et marais, en Manchourie. Il habite, en nidification et hors nidification, dans les zones de pâturages agricoles, les milieux humides avec marais ou étangs saumâtres. Il est souvent en bandes de dix à vingt.
Il hiverne à travers l'Asie de l'Est, notamment dans la vallée du Yangtze.
Le chant est très finement dessiné : " tseeoo ", " sseeoo ".
C'est une espèce insectivore qui se nourrit d'insectes, de larves, d'araignées, de chenilles et parfois, notamment en hiver, de petites graines.
Le Rémiz de Chine est un grimpeur acrobatique, il peut demeurer suspendue par une patte et prendre sa nourriture de l'autre.
Il fait des nids pendulaires caractéristiques.

## Reproduction
Le mâle choisit l'arbre qui portera le nid à une hauteur de 3 à 15 m. Le nid du rémiz est une merveille d'architecture. Il a l'aspect d'une bourse en forme de poire. Les matériaux utilisés se constituent d’un feutrage compact que viennent soutenir des tiges et des fibres, des crins et des poils. La bourse est prolongée par un appendice tubulaire et offre une entrée latérale.
La femelle, ayant aménagé l'intérieur du nid, pond généralement de cinq à dix œufs qu’elle couve seule pendant 12 à 15 jours. Lorsque les jeunes ont pris leur envol, le nid est déformé et en partie désagrégé. Ils y rentrent pour dormir pendant 15 à 20 jours, puis quittent les lieux.

## Statut de conservation
La population est en hausse, elle est classée par l’UICN comme « préoccupation mineure »,.

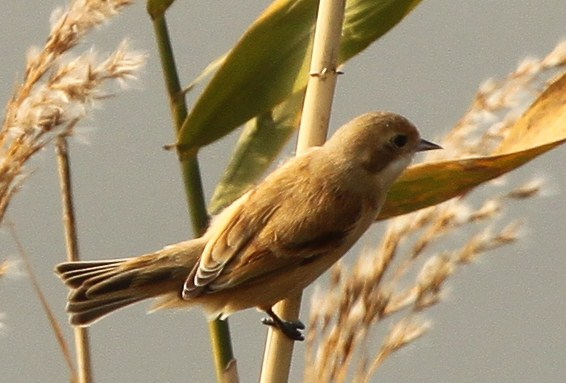
Rémiz de Chine.

## Systématique
Le nom valide complet (avec auteur) de ce taxon est Remiz consobrinus (Swinhoe, 1870).
Ce taxon porte en français le nom vernaculaire ou normalisé suivant : Rémiz de Chine.